# Katerturm

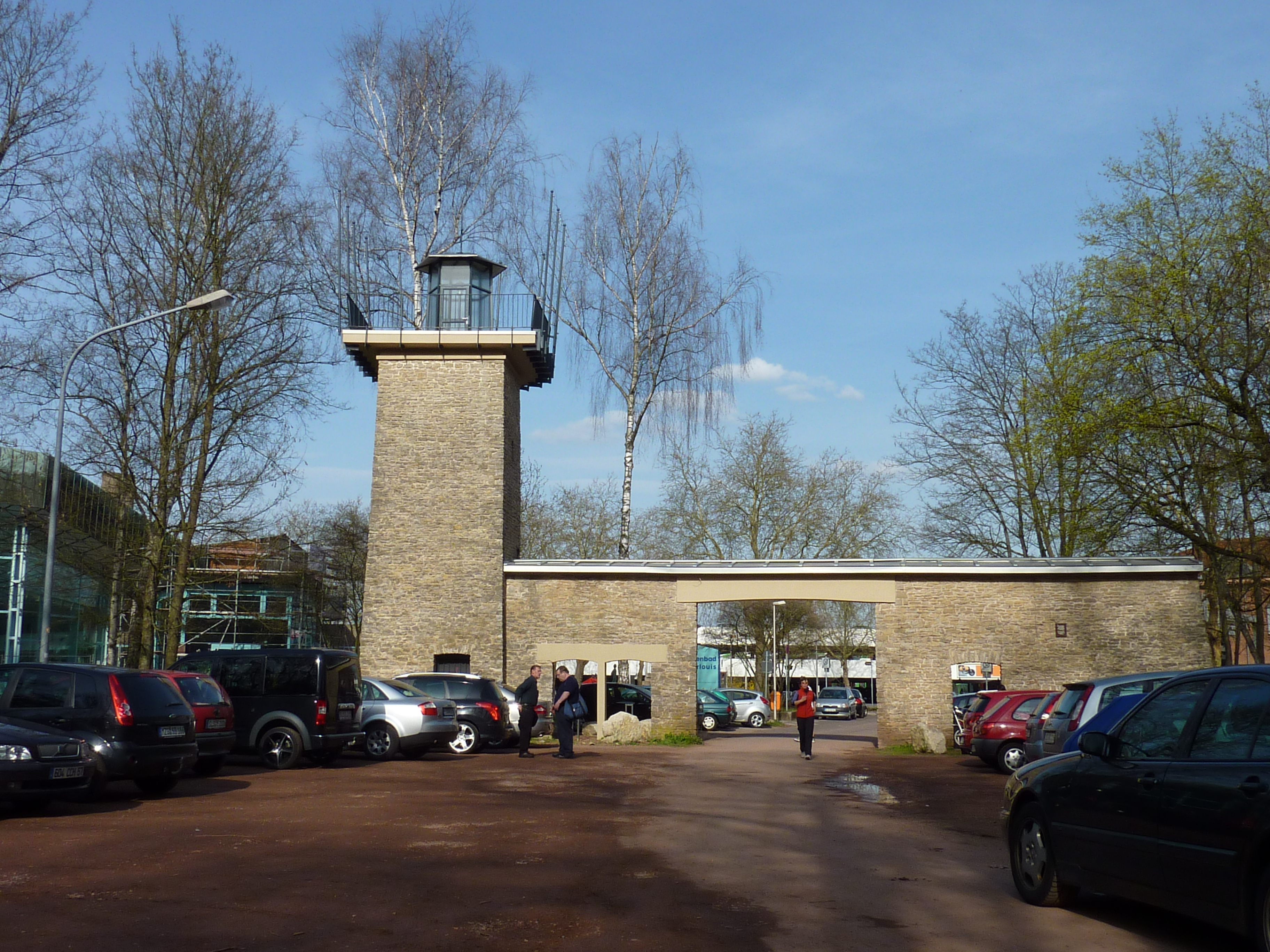
Der Katerturm (Blick vom Stadtgarten)

Der Katerturm in Saarlouis ist ein Flaggen- und Aussichtsturm, der zunächst nur kurze Zeit existieren sollte. Seine Wetterfahne hat die Gestalt eines schwarzen Katers, nach dem der Turm auch benannt ist. Warum diese Figur gewählt wurde, ist unbekannt.

## Geschichte
Im Sommer 1955 fand die 16. Internationale Rallye der Fédération Internationale de Camping et de Caravaning (FICC) statt. Aus diesem Anlass übernachteten im Stadtgarten von Saarlouis 4037 Camper aus 20 Nationen in etwa 200 Wohnwagen und 1000 Zelten. Das Motto der Veranstaltung lautete Nous venons de l’Europe, nous restons en Europe („Wir kommen aus Europa, wir bleiben in Europa“). Mit dem Treffen wurde im Vorfeld der Volksabstimmung über das Saar-Statut, über das im selben Jahr entschieden werden sollte, für die Europa-Idee geworben.
Zur Bequemlichkeit der Teilnehmer wurden eine Wechselstube und ein Restaurant eingerichtet; außerdem brauchte die Rallyeleitung ein Büro und Empfangsräume. Diese Einrichtungen waren in einem Gebäude untergebracht, das durch den heute noch erhaltenen Torbogen samt dem rund zehn Meter hohen Katerturm geschmückt wurde. Im Gegensatz zu den mobilen Unterkünften der Gäste waren diese Bauten aus hellem Naturstein gemauert und hatten eine gewisse Ähnlichkeit mit einer mittelalterlichen Burganlage. Die Bauzeit betrug nur 50 Tage.
Während die übrigen Bauten plangemäß nach der Veranstaltung wieder abgerissen wurden, überdauerten Torbogen und Flaggenturm die nächsten Jahrzehnte. Ein Restaurant wurde erst später eingerichtet.
1966 wurde im damals noch existenten Restaurant des Katerturms der Boule-Club Saarlouis gegründet. Dies war der erste Boule-Club des Saarlandes und der zweite in Deutschland.
2001 wurde die Sanierung des Turmes im Zuge der Stadtgartensanierung beschlossen und in den Jahren 2007/08 wurde das Bauwerk mit einem Aufwand von etwa 60.000 Euro saniert und mit Bodenstrahlern ausgestattet. Dabei wurde das alte Eternitdach im Bereich des Tores durch eine Zinkdeckung ersetzt und die verglaste Austrittslaterne nach dem alten Muster neu hergestellt. Die Steinfassade wurde gereinigt und die Stahlbewehrung repariert; ferner wurde im Inneren des Turmes ein neuer Boden gelegt.
Der Katerturm, der neben dem Saarlouiser Schwimmbad steht, ist im Rahmen von Stadtführungen zu besichtigen.